# Antychreza
Antychreza (zastaw antychretyczny, zastaw użytkowy czysty) - rodzaj zastawu stosowanego w dawnej Polsce, klauzuli dodawanej do zastawu. Nazwa pochodzi od gr. ἀντίχρῆσις "zamiana korzyści".

## Zastaw nieruchomy z dzierżeniem
Zastawiona nieruchomość przechodziła we władanie zastawnika z prawem do jej użytkowania, w tym też do pobierania pożytków, które nie były zaliczane na poczet długu (w przypadku ekstenuacji były zaliczane na poczet długu).
Zastaw antychretyczny mógł być stosowany jako ukryta forma alienacji nieruchomości, w szczególności sprzedaży, dla obejścia prawa bliższości. Instytucja ta służyła Jagiellonom do nadań królewszczyzn osobom zasłużonym, co ostatecznie prowadziło do uszczuplenia mienia publicznego.
Sejm piotrkowski w 1504 r. ustanowił zakaz zastawów antychretycznych królewszczyzn, które to w późniejszym czasie mogły być zastawiane jedynie na sejmie za zgodą senatu i tylko do wydzierżenia.
Obecny Kodeks cywilny w art. 319 głosi: Jeżeli rzecz obciążona zastawem przynosi pożytki, zastawnik powinien, w braku odmiennej umowy, pobierać je i zaliczać na poczet wierzytelności i związanych z nią roszczeń. Po wygaśnięciu zastawu obowiązany jest złożyć zastawcy rachunek.